# ジェイコブ・マーフィー
ジェイコブ・カイ・マーフィー (Jacob Kai Murphy，1995年2月24日 - ) は、イングランド・ウェンブリー出身のサッカー選手。ニューカッスル・ユナイテッドFC所属。ポジションはフォワード。

## 経歴

### ノリッジ
2011年3月31日、翌シーズンよりノリッジ・シティFCのトップチームに昇格することが伝えられた。2014年1月4日のFAカップ・フラムFC戦でプロデビューを飾った。
同年2月7日、スウィンドン・タウンFCに3月8日まで期限付き移籍に回される。3月27日からシーズン終了まではフットボールリーグ2のサウスエンド・ユナイテッドFCにローンに出された。
2015年8月14日にコヴェントリー・シティFCに6クラブ目の期限付き移籍に出されるが、活躍が認められ翌シーズンからはノリッジに復帰する。2016年8月6日には、ブラックバーン・ローヴァーズFC戦でノリッジ初ゴールを決め、4-1の勝利に貢献した。

### ニューカッスル
シーズン終了後には、サウサンプトンFCやウェスト・ブロムウィッチ・アルビオンFCなどが興味を示していたが、2017年7月19日、家族の故郷ということもあってかねてから加入を望んでいたニューカッスル・ユナイテッドFCへ1200万ポンドで移籍が決定した。2018年1月20日のマンチェスター・ユナイテッドFC戦では初得点を挙げたが、チームは3-1で敗れた。

### ウェスト・ブロムウィッチ・アルビオン
2019年1月、ウェスト・ブロムウィッチ・アルビオンFCへシーズン終了までレンタル移籍。

### シェフィールド・ウェンズデイ
2019年8月、シェフィールド・ウェンズデイFCへレンタル移籍。

## 私生活
双子の兄弟のジョシュもサッカー選手。